# Нектарець червоноволий
Некта́рець червоноволий (Chalcomitra senegalensis) — вид горобцеподібних птахів родини нектаркових (Nectariniidae). Мешкає в Африці на південь від Сахари.

## Опис
Довжина птаха становить 15 см, розмах крил 25-30 см, вага 10-11 г. Самиці і самці в негніздовий період мають темно-коричневу верхню частину тіла і світло-коричневу нижню частину тіла, поцятковану темними плямками. Під час сезону розмноження самці набувають дуже яскравого чорного забарвлення, лоб у них стає блискучо-синім, горло і груди — червоними, під дзьоб з'являються зелені "вуса", теж яскраві і блискучі. Дзьоб червоноволих нектариків довгий, тонкий, загнутий донизу.

## Таксономія
В 1760 році французький зоолог Матюрен Жак Бріссон включив опис червоноволого нектарця до своєї книги "Ornithologie", описавши птаха за зразком із Сенегалу. Він використав французьку назву Le grimpereau violet du Sénégal та латинську назву Certhia Senegalensis Violacea. Однак, хоч Бріссон і навів латинську назву, вона не була науковою, тобто не відповідає біномінальній номенклатурі і не визнана Міжнародною комісією із зоологічної номенклатури. Коли в 1766 році шведський натураліст Карл Лінней випустив дванадцяте видання своєї Systema Naturae, він доповнив книгу описом 240 видів, раніше описаних Бріссоном. Одним з цих видів був червоноволий нектарик, для якого Лінней придумав біномінальну назву Certhia senegalensis. Згодом червоноволого нектарця перевели до роду Нектарець (Chalcomitra).

### Підвиди
Виділяють шість підвидів:
- C. s. senegalensis (Linnaeus, 1766) — від Мавританії і Сенегалу до Нігерії;
- C. s. acik (Hartmann, 1866) — від Камеруну до південного заходу Судану, північно-західної Уганди і північно-східних районів ДР Конго;
- C. s. proteus (Rüppell, 1840) — південно-східний Судан, Південний Судан, Еритрея, Ефіопія і північна Кенія;
- C. s. lamperti (Reichenow, 1897) — від Південного Судану, сходу ДР Конго, західної, центральної і південної Уганди до центральної Кенії і західної Танзанії;
- C. s. saturatior (Reichenow, 1891) — від Анголи і півдня ДР Конго до Намібії і північної Ботсвани;
- C. s. gutturalis (Linnaeus, 1766) — від південного Сомалі до східного Зімбабве, Мозамбіку і північного сходу ПАР.

## Поширення і екологія
Червоноволі нектарці живуть в сухих саванах і чагарникових заростях, на пасовищах і полях, в парках і садах. 

## Поведінка
Червоноволі нектарці живляться комахами і нектаром. Вони часто кочують, переміщуючись в пошуках квітів. Сезон розмноження триває з серпня по березень. Гнідо мішечкоподібне, зроблене з листя, трави і павутиння, розміщується на кінчику гілки на висоті 2-10 м над землею. В кладці 2 білих або сіруватих яйця, поцяткованих оливково-сірими плямками. Інкубаційний період триває 14-15 днів, пташенята покидають гніздо на 16-19 день.